# Hovi Star

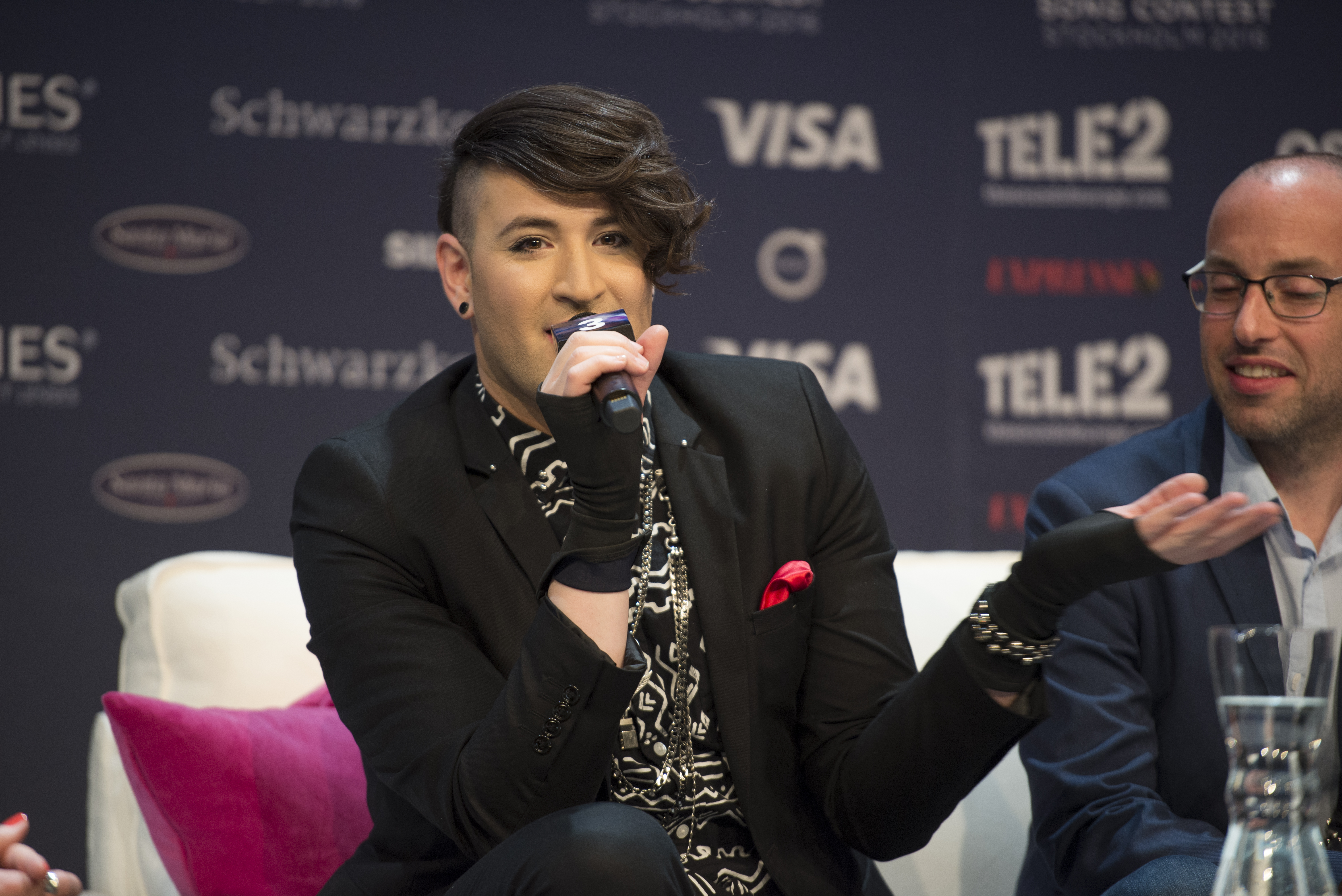
Hovi Star a la sala de premsa del Festival d'Eurovisió 2016

Hovav Sekulets (de l'hebreu, חובי סטאר), de nom artístic Hovi Star (חובב סקולץ), nascut a Kiryat Ata, a Israel, el 19 de novembre del 1986, és un cantant israelià, conegut per haver representat el seu país al Festival d'Eurovisió l'any 2016 amb la cançó "Made of Stars" ("Fet d'Estrelles", en català).

## Carrera
En Hovav va néixer a Kiryat Ata, Israel. Els seus pares es van divorciar mentre era petit i la seva mare es va tornar a casar amb el jugador de bàsquet americano-israelita John Mclntyre. Als 14 anys, va començar la seva carrera musical. Va fer el servei militar obligatori a l'orquestra de Protecció Civil. Va estudiar en un col·legi religiós i va ser membre del grup HFC. A partir d'aquí, participà en la setena edició del Kokhav Nolad, la versió israelita del programa de telerealitat Pop Idol. Fou en aquest programa de talents que es posà el nom artístic de "Hovi Star". Al programa va quedar setè, però això li permeté continuar la carrera musical com a actor de doblatge. En aquest aspecte ha doblat les cançons de les pel·lícules Frozen, Lego, la Ventafocs i Inside Out.
L'any 2015 participà en el programa de preselecció de candidats per representar Israel al Festival d'Eurovisió, en què guanya i esdevé el representant oficial israelita per al Festival d'Eurovisió 2016.

## Vida personal
De la seva vida personal el més destacable és l'encontre que va patir Hovi Star amb els funcionaris de l'aeroport de Moscou l'any 2016. El cantant havia de viatjar fins a Moscou en el marc del Festival d'Eurovisió, ja que l'ens que organitza el festival hi havia previst una trobada promocional. A l'aeroport, però, Hovi va ser humiliat, segons informa la premsa, per funcionaris russos pel fet de ser homosexual. La situació va ser denunciada per la cantant espanyola que aquell any representava el seu país, Barei. Fou, segons la premsa, l'única que s'apropà al cantant. Segons va denunciar Hovi Star "des del primer moment vaig entendre que no els agradava el meu aspecte, el fet d'anar maquillat i tot l'assumpte que fa referència a ser homosexual. Em van dir que no podia entrar, després em van mirar el passaport i me'l van estripar". El cantant va poder, malgrat tot, entrar a Rússia. Davant la situació, el cantant rus que representava el seu país, Serguéi Làzarev, va decidir "passar dos dies amb en Hovi Star a Moscou, i crec que ell també ha comprovat que la gent a Rússia no és homòfoba", paraules extretes de preguntes fetes a la sala de premsa del Festival sobre la situació política a Rússia quant als drets dels homosexuals. Segons Sergey "a Rússia també hi ha vida gai", és un fet i no hi ha homofòbia, en qualsevol cas ell no n'és, d'homòfob.

## Discografia

### Singles

#### En solitari
| Any  | Títol                                     | Posició | Posició | Àlbum             |
| Any  | Títol                                     | ISR     | SWE     | Àlbum             |
| ---- | ----------------------------------------- | ------- | ------- | ----------------- |
| 2009 | "משחק באש" (Playing With Fire)            | —       | —       | Non-album singles |
| 2010 | "בויפרנד" (Boyfriend)                     | —       | —       | Non-album singles |
| 2014 | "Something That I Want" (with Alon Sharr) | —       | —       | Non-album singles |
| 2016 | "Made of Stars"                           | 8       | 93      | Non-album singles |